# Drosophila neohydei
Drosophila neohydei är en tvåvingeart som beskrevs av Wasserman 1962. Drosophila neohydei ingår i släktet Drosophila och familjen daggflugor.
Artens utbredningsområde är Venezuela och Västindien.